# Dhuri
Dhuri (en punyabí: ਧੂਰੀ ) es una ciudad de la India en el distrito de Sangrur, estado de Punyab.

## Geografía
Se encuentra a una altitud de 246 m s. n. m. a 127 km de la capital estatal, Chandigarh, en la zona horaria UTC +5:30.

## Demografía
Según estimación 2010 contaba con una población de 61 283 habitantes.